# PilotWings Resort
Pilotwings Resort is een vluchtsimulatie computerspel voor de Nintendo 3DS ontwikkeld door Monster Games en uitgegeven door Nintendo. Het is het vervolg op PilotWings 64 uit 1996. Het spel werd in Europa uitgegeven op 25 maart 2011.

## Gameplay
Pilotwings Resort bevat twee speelmodi. De eerste, "Free Flight modus", kan de speler vrij Wuhu eiland verkennen met behulp van 3 verschillende luchtvaartuigen. Diversen zoals ballonnen en stunt ringen kunnen afgehaald worden om bepaalde eigenschappen in het spel te openen, maar er is een tijdslimiet. De tweede, "Mission Flightmodus", is de speler om te voltooien een reeks doelstellingen binnen bepaalde parameters vereist. Deze steeds moeilijkere missies omvatten opleiding, Brons, Zilver, Goud, Platinum en Diamond klassen. De speler is beoordeeld tussen één en drie sterren op hun prestaties in elke missie. De 3D-functie van de Nintendo 3DS kan ook gebruikt worden.

## Ontwikkeling
Pilotwings Resort werd aangekondigd door Nintendo op de elektronische Entertainment Expo, waar een speelbare demo werd gekenmerkt geopenbaard die de terugkeer van Fixed-wing aircraft en Jet pack missies. Later media onthulde de terugkeer van de deltavlieg missies ook.  Pilotwings Resort is het eerste spel Nintendo 3DS aan functie Mii tekens, en is ingesteld op het fictieve Wuhu eiland, die oorspronkelijk werd gekenmerkt in  Wii Fit (Plus) en  Wii Sports Resort. De laatste featured had zijn eigen vlucht sportieve evenement, dat werd aangepast voor dit spel.
De eerste herziening van het spel, van Eurogamer, was over het algemeen positief. Het kreeg een 8/10, met vermelding van "...Pilotwings raakt uiteindelijk een plezierige sweet spot. Het is ingewikkeld genoeg om aan te moedigen meesterschap, en ruim genoeg om te verleiden u terug na het main event, terwijl de vakkundig eenvoudige presentatie maakt het perfect voor het aantonen van uw nieuwste gadget 3D mogelijkheden. officiële Nintendo Magazine de beoordeling was ook relatief positieve. Ze gaf het 81%, zeggende: " Pilotwings Resort is een prachtig spel, met haar prachtige 3D vergezichten en responsieve, bevredigend besturingselementen. Wij alleen wou dat er meer van het. " Hun oordeel was, "Terwijl dit eruitziet en geweldig voelt, er gewoon niet genoeg." IGN gaf het spel een 7/10, kritiek op het ontbreken van een multiplayer, maar tevens vaststellend dat "er is een zeker profiteren in 3D gebruiken.GameSpot scoorde het een 6.5/10. Ze prees het spel voor intuïtieve bediening, aangename missies en aangename visuals, maar het spel was te kort, niet genoeg inhoud, en geen highscore delen.
 Pilotwings Resort een initiële 26,554 eenheden in Japan verkocht tijdens zijn debuut week, waardoor het de best verkochte 3DS spel en de zesde best verkochte spel over het algemeen voor die week. Echter, de verkoop nam snel af, met het spel gewoon 57,846 exemplaren in de regio hebben verkocht door haar vijfde week.